# ریبنیتسه
ریبنیتسه {{به چکی| Rybnice) یک شهرستان در جمهوری چک است که در ناحیه پلزن-شمالی واقع شده‌است. ریبنیتسه ۵٫۲۵ کیلومتر مربع مساحت و ۴۷۶ نفر جمعیت دارد و ۴۳۴ متر بالاتر از سطح دریا واقع شده‌است.